# Batalla de Julianstown
La batalla de Julianstown tuvo lugar durante las Guerras confederadas de Irlanda, en las cercanías de Drogheda, al este de Irlanda en noviembre de 1641.

## Batalla
Los rebeldes, encabezados por Rory O'Moore se encaminaban a Dublín desde el Úlster, con la esperanza de apoderarse de la capital. Un ejército reclutado a toda prisa por soldados ingleses, compuesto en su mayoría por refugiados de las guerras del norte fue enviado contra ellos. Los dos ejércitos se encontraron en el puente de Julianstown. El comandante británico dio la orden de alto, lo que los inexpertos reclutas interpretaron como retroceder. El ejército británico comenzó a moverse hacia atrás. De todos modos, los rebeldes creyeron oír que los británicos habían gritado contúirt bháis! (peligro de muerte). Los irlandeses, al ver a los ingleses confusos y asustados se lanzaron a la carga con ferocidad inusitada. Lo que siguió fue una simple huida. Los ingleses intentaban contener la carga mediante fuego, pero fueron incapaces de ofrecer una formación ordenada y, ante la carga irlandesa, muchos abandonaron sus fusiles y salieron huyendo; los que no lo hicieron, o bien murieron, o fueron capturados. Una fuente cuenta que los rebeldes perdonaron la vida a los irlandeses y los incorporaron a sus tropas, pero mataron a ingleses y escoceses.

## Consecuencias
Las consecuencias de esta escaramuza fueron desproporcionadas a su importancia militar. La victoria rebelde hizo que los confederados parecieran mucho más fuertes de lo que en realidad eran y ayudó a extender la rebelión por toda Irlanda. Para los ingleses significó un jarro de agua fría y una llamada de atención hacia la situación en Irlanda, donde se demostró que era mejor un ejército sin entrenar que uno medio entrenado. Indirectamente, las Guerras confederadas de Irlanda sirvieron como detonante para la posterior guerra civil inglesa y ayudaron a la creación de un estado libre irlandés, la Irlanda confederada, de corta vida.